# Audiència de Lima

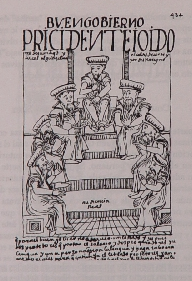
Gravat de Felip Huamán Poma de Ayala representant a la Audiència

L'Audiència i Cancelleria Reial de Lima o de la Ciutat dels Reis va ser el més alt tribunal de la Corona espanyola a la zona de Lima del Virregnat del Perú. Va ser creada el 20 novembre 1542 juntament amb el Virregnat del Perú, per l'emperador Carles I i establerta el 1543.

## Història
El 4 de setembre de 1559 va ser creada la Reial Audiència de Charcas amb part del territori de l'Audiència de Lima, de manera que el virrei Comte de Nievas va assenyalar el territori originari de la primera el 20 de maig de 1561: "la dita ciutat de la Plata amb més de cent llegües de terra al voltant per cada part ". El rei Felip II va ampliar la jurisdicció de Charcas a la costa de la ciutat de Lima el 29 d'agost de 1563 amb la incorporació de la Governació del Tucumán, Juríes i Diaguitas, la Governació de Santa Cruz de la Sierra (aquesta última formada per les ex governacions d'Andrés Manso i Ñuflo de Chaves), la província de Moxos i Chunchos i les terres que arribaven fins a la ciutat de Cusco amb els seus termes (corregiments i dependencies). El 1566 se segregaren els territoris de la Governació del Riu de la Plata i del Paraguai, agregats a Charcas.
El rei Felip II, a la ciutat de Guadalajara el 29 d'agost del 1563, va dictar una Reial Cèdula pel qual va crear la Reial Audiència de Quito amb territoris separats de la Lima. Va ser inaugurada el 18 de setembre de 1564.
El 30 de novembre de 1568 la ciutat de Cuzco i les seves dependències van esser reintegrades a la jurisdicció de l'Audiència de Lima, establint que Charcas conservés el territori "des del Collao fins a la Ciutat de La Plata".
| « | Declarem i manem que la dita ciutat de Cuzco amb el seu terme i jurisdicció hagi d'estar i estigui subjecta i sota la jurisdicció de l'audiència real de la dita ciutat dels Reis, com ho estava abans (...) | » |

El 26 de maig de 1573 es delimita el territori del Collao entre les dues audiències: 
| « | (...) Declarant com declararem que del dit Collao cap a la ciutat de La Plata comenci des del poble de Ayoviri que és el de la comanda de Juan Pancorvo, pel camí de Urcosuyo i des del poble de Asil, que és de la comanda de Jeroni de Castilla pel camí de Omasuyos i pel camí de Arequipa des Atuncana que és de la comanda de Carles Inca, cap a la part dels Charcas. | » |

La Recopilació de Lleis d'Índies de 1680, en la Llei V (Audiència i Chancilleria Reial de Lima al Perú) del Títol XV (De les Audiències i Chancilleria Reials de les Índies) del Llibre II, recull la Reial Cèdula del 20 de novembre de 1542 amb els límits i els funcionaris d'aquesta Audiència:
| « | A la Ciutat dels Reis, Lima, Cap de les Províncies del Perú, resideixi altra nostra Audiència i Chancilleria Reial, amb vn Virrei, Governador i Capita General i Lloc-Tinent nostre, que sigui President: vuit Oïdors: quatre alcaldes de Crims, i Dos fiscals: un carcelari Civil, i un altre del de Criminal: vn Alguazil major, vn Tinent de Gran Chanciller: i els altres ministres i oficials necessaris: i tingui per districte la Costa, que hi ha des de la dita Ciutat, fins al Reycne de Xile exclusive, i fins al Port de Payta inclusivament: i per la terra endins à San Miguel de Piura, Caxamarca, Chachapoyas, Moyobamba, i els Motilones, fins i tot, i fins al Collao, exclusive, pels termes, que s'assenyalen à la Reial Audiència de la Plata, i la Ciutat del Cusco amb els seus, inclosos, partint termes pel Septentrió amb la Reial Audiència de Quito: pel Migdia amb la de la Plata: pel Ponent per la Mar del Sud: i pel llevant amb Províncies no descobertes, segons els estan assenyalats, i amb la declaració, que es conté en la llei 14 d'aquest títol. | » |

En la Llei XV (Que el Corregidor de Arica, encara que sigui del districte de l'Audiència de Lima, compleixi els manaments de la dels Charcas) del mateix llibre i títol, s'estableix una dependència especial per al Corregiment d'Arica: 
| « | Manem, que no obstant que la Ciutat i Port de Arica sigui i estigui al districte de la Reial Audiència dels Reis, el Corregidor, que és, o sigui d'ella, compleixi els manaments de la Reial Audiència de Charcas, i s'encamini, com se li ordenaré, les persones que enviaré desterrades. I ordenem a la nostra Audiència de Charcas, que no complint el Corregidor el sobre dit, faci justícia. | » |

La Llei XXXXVJ del mateix llibre i títol que les anteriors, recull la Reial Cèdula de l'emperador Carles I del 19 de març de 1550, manant: "Que l'Audiència de Lima a vacant de Virrei governi els districtes de Charcas, Quito i Tierrafirme ".
El 28 març 1768, el virrei del Perú va separar al Govern de Chiloé de la jurisdicció del capità general de Xile i de l'Audiència de Santiago, la qual cosa va ser confirmat pel rei el 15 d'octubre de 1768:
| « | (...) Separar, almenys per ara, i amb dependència de la aprovació de Sa Maj., la jurisdicció temporal d'aquella illa i les seves adjacències de la Capitania jeneral de Xile i reial audiència de Santiago; (...) Com Virrei i capità jeneral dels regnes del Perú i Xile, en nom de Sa Maj. que la Espresa província, els seus castells, illes, places i fortaleses, de moment i mentre durin les operacions que es van a emprendre per a la seva fortificació, millor servei al rei i benefici d'aquests naturals, quedin subjectes a aquesta capitania jeneral i pel polític a aquesta reial audiència, on podran interposar els recursos que permeten les lleis. | » |

Al temps de la creació del Virregnat del Riu de la Plata el 1776, la jurisdicció de l'Audiència de Lima abastava 48 corregiments, cadascun dels quals depenia de les ciutats de Lima, Trujillo, Arequipa, Huamanga i Cuzco.
- Depenien de Lima els corregiments de: Cercado de Lima, Chancay, Ica, Cañete, Tarma, Huanuco, Huaylas, Conchucos, Cajatambo, Huamalíes, Jauja, Huarochiri, Canta, Yauyos y Santa.
- Depenien de Trujillo els corregiments de: Trujillo, Cajamarca, Cajamarquilla o Pataz, Chachapoyas, Luya i Chillaos, Saña o Lambayeque i Piura.
- Depenien d'Arequipa els corregiments de: Arequipa, Condesuyos, Caylloma, Camano, Moquegua i Anca.
- Depenien de Huamanga els corregiments de: Huamanga, Huancavelica, Angara, Castrovirreina, Lucana, Vilcashuaman, Huanta i Parmnacochas.
- Depenien de Cuzco els corregiments de: Cuzco, Quispicanchis, Canas i Canchis o Tinta, Abancay, Chumbivilcas, Calca i Lares, Andahuaylas, Cotobamba, Aymar, Chilques i Masques o Paruro, Paucartambo i Urubamba. (Els de llums, Azángaro i Carabaya estaven en la jurisdicció de l'Audiència de Charcas).

El 1821, pel fet que el general José de San Martín es va apoderar de Lima, la Intendència d'Arequipa va ser agregada a la jurisdicció de la Reial Audiència del Cuzco, romanent-hi fins al final del virregnat el 1825.